# Johann Jakob Ulrich (Theologe, 1602)

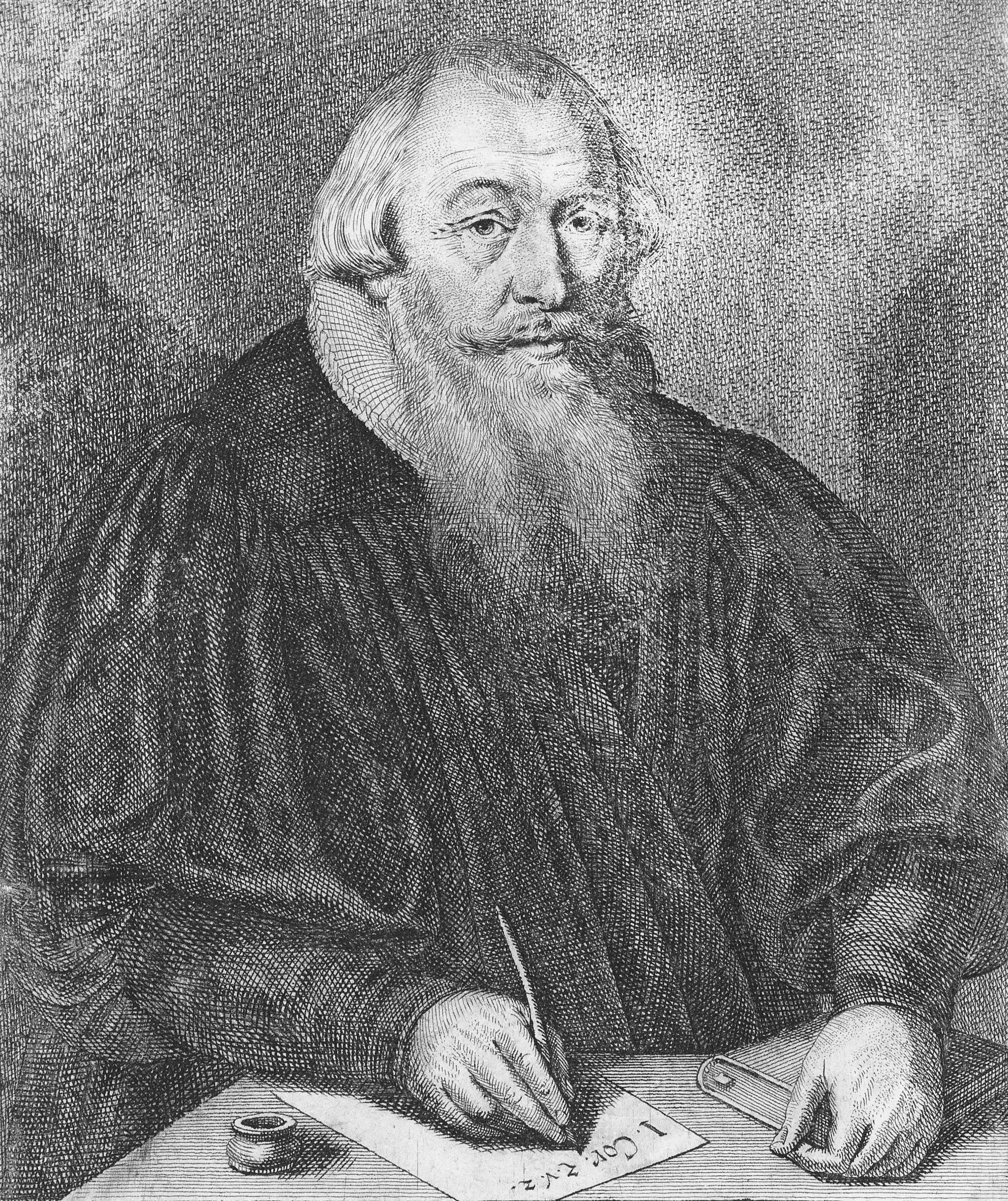
Johann Jakob Ulrich

Johann Jakob Ulrich (* 8. April 1602 in Zürich; † 22. Februar 1668 ebenda) war ein Schweizer evangelischer Geistlicher und Hochschullehrer.

## Leben

### Familie
Johann Jakob Ulrich war der Sohn von Heinrich Ulrich (1575–1630), Chorherr und Professor der Griechischen Sprache am Collegium Carolinum und dessen Ehefrau Barbara (geb. Keller).
Er war in vier Ehen verheiratet:
- 1630 mit Margaretha, Tochter des Pfarrers Joachim Herter;
- 1635 mit Barbara, Tochter des Ratsherrn Matthias Landolt;
- 1660 mit Elisabeth (geb. Isler);
- 1667 mit Anna (geb. Orelli).

Von seinen Kindern ist namentlich bekannt:
- Hans Jakob Ulrich (1632–1717), Pfarrer und Chorherr.

Sein Cousin war der gleichnamige Rektor des Collegium Carolinum, Johann Jakob Ulrich.

### Werdegang
1621 erfolgte die Ordination von Johann Jakob Ulrich. Bis er 1625 deutscher Prediger in Genf wurde, unternahm er mehrere Studienreisen in das Ausland. 1629 wurde er Präzeptor am Collegium Carolinum und erhielt gleichzeitig die Pfarrei in Albisrieden. Bereits im darauffolgenden Jahr wurde er 1630 Diakon am Zürcher Fraumünster, Professor der Theologie am Collegium Carolinum und Präfekt der Stadtbibliothek. 1638 erfolgte seine Wahl zum Pfarrer an der Predigerkirche und die Ernennung zum Chorherrn. 1649 wurde er Pfarrer am Grossmünster und gleichzeitig Antistes in Zürich.
Bereits als Diakon stand er mit angesehenen Persönlichkeiten im Ausland in Kontakt; so erhielt er 1632 vom Herzog Henri II. de Rohan für die Bibliothek eine hebräische Bibel sowie später dessen Schrift Le parfait Capitaine: Abregé des guerres des Commentaires de Cesar. Nachdem de Rohan 1638 verstorben war, versah Johann Jakob Ulrich das Amt des Geistlichen bei dessen Beisetzung in der Kirche in Königsfelden.
Er war ein Förderer der Züricher Bürgerbibliothek (heute: Zentralbibliothek Zürich), die sein Vater ursprünglich mitbegründet hatte.

### Geistliches Wirken
Johann Jakob Ulrich führte ein rigoroses Kirchenregiment im Zeichen der reformierten Orthodoxie und strengte unter anderem Prozesse wegen heterodoxer Ansichten gegen Michael Zingg (1599–1676) und wegen gotteslästerlicher Reden gegen den General Johann Rudolf Werdmüller an, zeigte sich aber gegenüber den Unionsplänen des Johannes Duraeus aufgeschlossen.
Einige seiner religiösen Traktate wurden für die im venetianischen Kriegsdienst stehenden Soldaten in das Italienische übersetzt.